# Hipp Hipp!
Hipp Hipp! är en serie humorprogram i Sveriges Television av och med parhästarna Anders Jansson och Johan Wester. Bland övriga medverkande märks Eva Westerling och Sanna Persson. Serien började sändas 2001.
Hipp Hipp! är en vidareutveckling av de scenföreställningar paret Jansson och Wester under 1990-talet tillsammans med Claes Virdeborn (alla tre före detta medverkande i Lundaspexarna) satte upp i Lund under namnet Vulkteatern. I dessa föreställningar föddes och utvecklades många av de scenfigurer som TV-serien byggts kring, såsom Kajan, Tiffany från Staffanstorp, Itzhak Skenström med flera.

## Historia
År 1996 framfördes föreställningen En överdos kaffe i en gammal lagerlokal i Lund. Huvudpersoner var Johan Wester och Anders Jansson. Där föddes stjärnorna Tiffany Persson och Kaj-Åke Kajan Hansson. Denna uppsättning sågs av cirka 8 000 personer.[källa behövs] En uppföljare kom två år senare med Denna penna bensin, som spelades i Folkparken i Lund. Där föddes Itzhak Skenström. Cirka 30 000 personer såg de båda föreställningarna. År 2000 spelade de in sitt första riktiga program som gick under namnet Jalla Jalla. När långfilmen Jalla! Jalla! kom till bestämde man sig dock för att byta namn till HippHipp!.

## TV-visning och DVD-utgivning
Det finns två versioner av programmets första säsong: Den första versionen som visades som sex avsnitt under mars och april 2001 och den andra versionen som bestod av fem avsnitt och visades under september och oktober 2001.
Den avgörande skillnaden mellan den första och andra versionen är att den första innehåller flera segment där Jansson och Wester skämtar om aktuella händelser inför publik i en studio. Efter den första sändningen ville man visa serien igen till hösten, men på en bättre sändningstid, klockan 20:00. Eftersom studiodelarna handlade om aktualiteter klipptes dessa bort och ersattes av inslag där Jansson och Wester intervjuar människor på stan. Vissa sketcher klipptes också bort från den första säsongen, exempelvis fick ett inslag med de arabiska militärerna klippas bort efter 11 september-attackerna.[källa behövs]
Den andra säsongen visades februari-april 2003. I början av 2004 repriserades båda säsongerna som en del av SVT:s satsning "Humor i Tvåan".
TV-seriens samtliga avsnitt, samt en DVD med extramaterial, gavs ut som Dehn ewhl-tee-mahtah deh-weh-deh baw-ksenn (den ultimata DVD-boxen) av SVT 2003. Det är den andra versionen av första säsongen som finns på DVD:n, men valda klipp från studiodelarna lades till som extramaterial. På grund av rättighetsskäl fick många musikstycken som förekommit i serien tas bort på DVD-skivorna. Istället valde man att lägga in kommentarer från Itzhak Skenström där musik saknades.
Under december 2006 och 2007 visades en fyra avsnitt lång serie som hette Itzhaks julevangelium med ett avsnitt varje advent. Där medverkade de mest populära figurerna från HippHipp: Kajan, Tiffany Persson, Morgan Pålsson och Göran & Jolanta, men i ett annorlunda format än de tidigare HippHipp-säsongerna. Programmet har även sänts vid andra tillfällen på SVT.
I september 2009 påbörjades inspelningen av en tredje säsong som sändes i sex avsnitt i januari och februari 2011. Inspelningen pågick till och med våren 2010. Nya figurer var bland andra köpcentrumväktaren Kim Andersson, bibliotekszombien Kenneth och Dragan, Sveriges svenskaste invandrare. Den nya omgången regisserades av Johan Wester, Anders Jansson och Andreas Lindergard, och i rollerna sågs bland andra Johan Wester, Anders Jansson, Sanna Persson, Eva Westerling, Per Andersson och Anna Blomberg. Till skillnad från de tidigare säsongerna fanns inte publikskratt med i denna säsong. 

## Scenversionen
I oktober 2003 återvände Wester och Jansson också till scenen då de framförde en live-version, HippHipp - på riktigt (paw rihk-titt), av TV-serien på Olympen i Lund. Föreställningen blev en publiksuccé och spelperioden förlängdes först till maj 2004 och senare, i en något omarbetad version, till november samma år. Den senare versionen spelades även in för TV och sändes våren 2005. Även HippHipp - på riktigt (paw rihk-titt) utgavs sedermera på DVD.

## Sketcher med stående skämt
Hipp Hipp har också innehållit ett antal korta och stående skämt vid sidan av sketcherna med de återkommande rollfigurerna.
- Anagrammet är sketcher där en man textar bland annat ett kändisnamn med Alfapet-brickor och byter plats på dem sedan, så att det bildas en rolig mening. Till exempel Carola Häggkvist blev till "stor vig galahäck".

- Blindtestmannen är sketcher där en man med förbundna ögon, gissar saker som han gör eller känner på. Som när han leker i ett bollhav och tror att han känner på silikonbröst. Spelas av Johan Wester.

- Dagens i-landsproblem är sketcher där personer blir mycket upprörda eller besvikna över saker som egentligen inte borde vara alltför besvärliga. Exempel på det är när det bara går att ta ut 500-lappar från en bankomat, eller att de sista chipsen i skålen inte går att dippa.

- Djur i hatt är sketcher där man visar djur i huvudbonader. Exempel på det är "tax i turban" och ”häst i sydväst”.

- Hemma och på jobbet

- Idrottsansökan

- Skrivet kvitto är sketcher där en man jämt frågar om han kan få ett skrivet kvitto, på det han betalar för. Som när han skänker pengar till Frälsningsarmén, eller har sex med en kvinna.

- Stavelser är sketcher där man visar en bild på en känd person eller något annat, och så lär man tittarna hur man stavar och uttalar ett passande ord till bilden. Ett exempel är en bild på Thomas Östros, där man stavar till ordet "fulsnygg" under. Sketcherna är en parodi på ett återkommande inslag i barnprogrammet Fem myror är fler än fyra elefanter.

## Priser och utmärkelser
- 2002 – Guldrosen, Silverrosen för komedi[7]